# Lugano Rebels 2024
Questa voce raccoglie le informazioni riguardanti i Lugano Rebels nelle competizioni ufficiali della stagione 2024.

## Lega C 2024

### Stagione regolare
| Lugano 6 aprile 2024, ore 18:00 1ª giornata | Lugano Rebels | 50 – 0 referto | Geneva Whoppers | Stadio comunale di Cornaredo (campo sintetico) |

| Rapperswil-Jona 13 aprile 2024, ore 18:00 2ª giornata | Glarus Orks | 26 – 6 referto | Lugano Rebels | Schwimmbad Lido\| Arbitro: \| Vogel \| |
| Arbitro:                                              | Vogel       |                |               |                                        |

| Lugano 21 aprile 2024, ore 14:00 3ª giornata | Lugano Rebels | 3 – 27 referto | Neuchâtel Knights | Stadio comunale di Cornaredo (campo sintetico)\| Arbitro: \| Urben \| |
| Arbitro:                                     | Urben         |                |                   |                                                                       |

| Wangen-Brüttisellen 28 aprile 2024, ore 14:00 4ª giornata | Zurich State Spartans | 16 – 0 referto | Lugano Rebels | Sportanlage Dürrbach\| Arbitro: \| Waldburger \| |
| Arbitro:                                                  | Waldburger            |                |               |                                                  |

| Plan-les-Ouates 18 maggio 2024, ore 18:00 6ª giornata | Geneva Whoppers | 27 – 0 referto | Lugano Rebels | Stade des Cherpines\| Arbitro: \| Ducommun \| |
| Arbitro:                                              | Ducommun        |                |               |                                               |

| Lugano 26 maggio 2024, ore 14:00 7ª giornata | Lugano Rebels | 10 – 39 referto | Glarus Orks | Stadio comunale di Cornaredo (campo sintetico)\| Arbitro: \| Böckle \| |
| Arbitro:                                     | Böckle        |                 |             |                                                                        |

| Neuchâtel 2 giugno 2024, ore 14:00 8ª giornata | Neuchâtel Knights | 27 – 0 referto | Lugano Rebels | Terrain du Chanet\| Arbitro: \| M. Meier \| |
| Arbitro:                                       | M. Meier          |                |               |                                             |

| Lugano 9 giugno 2024, ore 14:00 9ª giornata | Lugano Rebels | 12 – 20 referto | Zurich State Spartans | Stadio comunale di Cornaredo (campo sintetico)\| Arbitro: \| Birnbaum \| |
| Arbitro:                                    | Birnbaum      |                 |                       |                                                                          |

## Statistiche di squadra
| Competizione      | %Vittorie | In casa | In casa | In casa | In casa | In casa | In casa | In trasferta | In trasferta | In trasferta | In trasferta | In trasferta | In trasferta | Totale | Totale | Totale | Totale | Totale | Totale |
| Competizione      | %Vittorie | G       | V       | N       | P       | Pf      | Ps      | G            | V            | N            | P            | Pf           | Ps           | G      | V      | N      | P      | Pf     | Ps     |
| ----------------- | --------- | ------- | ------- | ------- | ------- | ------- | ------- | ------------ | ------------ | ------------ | ------------ | ------------ | ------------ | ------ | ------ | ------ | ------ | ------ | ------ |
| Stagione regolare | .125      | 4       | 1       | 0       | 3       | 75      | 86      | 4            | 0            | 0            | 4            | 6            | 96           | 8      | 1      | 0      | 7      | 81     | 182    |
| Totale            | .125      | 4       | 1       | 0       | 3       | 75      | 86      | 4            | 0            | 0            | 4            | 6            | 96           | 8      | 1      | 0      | 7      | 81     | 182    |